# Ozaki Kihachi

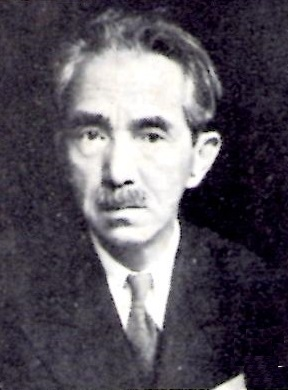
Retrato de Ozaki Kihachi, 1953.

Ozaki Kihachi (尾崎 喜八?  31 de enero de 1892-4 de febrero de 1974) fue un poeta japonés activo durante la Era Shōwa de Japón.

## Biografía
Ozaki nació en el barrio Kyobashi de Tokio (ahora parte de Chūō, Tokio). Fue a la escuela Keika Shogyo, donde aprendió la inglés y desarrolló un interés en antologías de poesía inglesa. En 1911, llamó la atención del poeta y escultor, Takamura Kōalquitránō, el cual le animó en sus incipientes esfuerzos literarios.
Mientras trabajaba como empleado de una empresa, Ozaki tradujo poesía inglesa como afición, y entregó estas traducciones junto a sus trabajos originales propios a la revista literaria Shirakaba (Abedul Blanco). En 1922, publicó su primera antología, Sora to Jumoku (Cielo y Árboles). Como seguidor de la filosofía humanista Shirakaba, se volvió amigo cercano de Mushanokōji Saneatsu y Senge Motomaro. Fue también aficionado a los viajes y al montañismo.
Más adelante Ozaki aprendió francés y alemán, y estuvo muy influido por escritores como Romain Rolland y Hermann Hesse.
Sus últimos trabajos incluyen Takamura Shisho (Antología Takamura) y Hana Sakeru Kodoku (Floreciendo Soledad). Ozaki también publicó Yama no Ehon (Libro de imágenes de montaña) una colección de pensamientos varios, y muchas traducciones de Rolland, Hesse, Rainer Maria Rilke, Maurice Maeterlinck y Georges Duhamel.
Desde 1946 a 1954, vivió en una casa de campo en las montañas de Fujimi Kogen en la Prefectura de Nagano, y dejó numerosos trabajos en los cuales alababa la belleza de la naturaleza y la vida rural.
Ozaki murió en 1974 a la edad de 82 años. Su tumba se encuentra en el templo de Meigetsu-en en Kamakura, Kanagawa, la ciudad donde vivió desde 1966 hasta su muerte.